# Bolitoglossa chinanteca
Bolitoglossa chinanteca es una especie de salamandras en la familia Plethodontidae.
Es endémica de Oaxaca (México).